# Lemovis
Els lemovis (en llatí lemovii) eren un poble germànic esmentat per Tàcit, que diu que vivien amb els rugis (rugii) a la costa de la mar Bàltica al nord de l'Europa Oriental.
Van ser inclosos en la confederació dels gots, i més tard en la confederació dels huns. Dissolta aquesta, van patir sorts diverses, però la majoria van quedar sotmesos als ostrogots.
Segons diu Tàcit, feien servir escuts rodons, espases curtes i obeïen immediatament les ordres dels seus caps.